# Sean Lomax
Sean Lomax (* 1959/1960) ist ein US-amerikanischer Musiker. Er ist weltweit einer der wenigen professionellen Kunstpfeifer.
Lomax wuchs in Braddock bei Pittsburgh auf. Mit 18 Jahren trat er der U-Bootflotte der US Marine bei und war fortan Soldat in San Diego. Später arbeitete er als Netzwerktechniker.
Lomax wurde auf die International Whistlers Convention in Louisburg, North Carolina hingewiesen, an der er 1985 teilnahm. Vom Wettbewerbsteil des ersten Treffens wurde er disqualifiziert, da er mit seiner Darbietung von Ausschnitten aus Beethovens 5ter Sinfonie und Gershwins Rhapsody in Blue das Zeitlimit überschritt. Er nahm seitdem wiederholt am Treffen teil und gewann 1988, 1992 und 2012 den zugehörigen internationalen Wettbewerb.
Im Jahr 2005 bekam Lomax das Angebot vom Cirque du Soleil, bei dem Programm Corteo als Manegenmeister Mr. Loyal mitzuwirken, was es ihm ermöglichte, seitdem als professioneller Pfeifer zu arbeiten. Das Programm wurde zuletzt 2018 neu aufgelegt.

## Diskographie
- Whistling This Christmas (2004)